# Tencent
Tencent (кит. 腾讯) — китайська телекомунікаційна компанія (найбільший інтернет-провайдер), заснована в листопаді 1998 року в м. Шеньчжень.
Компанія відома тим, що займається підтримкою найбільш розповсюдженої в Китаї мережі обміну швидкими повідомленнями під назвою QQ, а також системи для передачі текстових і голосових повідомлень WeChat.
Компанія розробляє власний безкоштовний E-mail-клієнт Foxmail.
16 червня 2004 року компанія провела IPO на основному майданчику Гонконгської фондової біржі.
Є хмарне сховище даних (поки — тільки з китайським інтерфейсом) — по 10 Тбайт на 1 аккаунт.
Є власником компанії «Riot Games».
21 червня 2016 року Tencent викупив 84 % SUPERCELL ЗА $8,2 мільярда.
У 2015 була першим номером у світі за виручкою на співробітника — понад 3 млн доларів.
2016 року керівництво Tencent підписало угоду щодо співпраці з компанією Klei Entertainment для випуску проєкту Don't Starve Together на китайському ринку.
21 листопада 2017 року китайська Tencent обійшла за вартістю Facebook. Її вартість досягла 523 мільярди доларів США, а Facebook — лише 519 мільярдів. Одночасно з цим компанія стала першою азійською компанією з ринковою капіталізацією у понад пів трильйона доларів і 5 найдорожчою компанією у світі. Водночас капіталізація Apple (найдорожчої компанії світу) становить 873 мільярди.
У січні 2021 року стало відомо, що Tencent придбала контрольний пакет акцій канадської компанії Klei Entertainment, що стоїть за розробленням таких відеоігор, як Don't Starve, Invisible, Inc., Oxygen Not Included та інших. Наступного місяця компанія придбала міноритарний пакет акцій Bohemia Interactive, ставши її міноритарним акціонером, а у червні того ж року заволоділа мажоритарним пакетом акцій берлінської компанії Yager, відомої розробленням відеогри Spec Ops: The Line. У липні Tencent продовжила інвестиційну кампанію та придбала британську компанію Sumo Group, яка керує такими студіями, як The Chinese Room, Sumo Digital, Atomhawk тощо. Того ж місяця Tencent стала власницею мажоритарного пакета акцій шведської компанії Stunlock Studios, відомої розробленням Bloodline Champions, Dead Island: Epidemic, та Battlerite Royale.